# Domingo Soto Bermúdez
Domingo Soto Bermudez (Pontevedra, Reino de Galicia, Corona de Castilla, Monarquía Hispánica c. 1700s - Ciudad de México 1785) fue un funcionario del Imperio Español que ejerció el cargo de alcalde mayor de San Salvador desde 1751 a 1756.

## Biografía
Domingo Antonio de Soto Bermudez y Aldao nació en la villa de Pontevedra, Reino de Galicia de la Corona de Castilla, Monarquía Hispánica por la década de 1700s; siendo hijo de Lucas González de Soto y Manuela Bermúdez de Nodal y Aldao. Se trasladaría a residir a la Ciudad de México, donde contraería matrimonio con Teresa Núñez y Visco; con quien engendraría 4 hijas llamadas Josefa, Ignacia, Petra y Tomasa.
El 5 de septiembre de 1750, gracias a que había realizado una donación de 4000 pesos a la tesorería general, el rey Fernando VI lo nombró como alcalde mayor de San Salvador. Debido a que se encontraba en Ciudad de México, le otorgó poder a Antonio Soto Salgado para que fuese ante las autoridades de la Real Audiencia de Guatemala a solicitar el pase correspondiente; el 26 de mayo de 1751 Antonio Soto Salgado, traspasó el poder a Francisco Palacios para que continuase el trámite. El 12 de agosto de 1751, Domingo Soto se trasladó hacia Santiago de Guatemala pare ser juramentado, y al siguiente día se le otorgó título de teniente de capitán general de esa provincia; tomando posesión poco tiempo después.
Ejercería el cargo de alcalde mayor hasta el año de 1756; y acto seguido le tocaría ir a su juicio de residencia (por el que todos los alcaldes mayores y sus funcionarios tenían que pasar luego de finalizar su mandato), para lo cual se designó a Miguel Antonio de Armida o en su defecto a Pedro Verde Montenegro o Antonio Martínez, siendo a Martínez en quien recaerá dicha comisión el 8 de agosto de 1757. Luego de ello, retornaría a Ciudad de México,  donde fallecería en el año de 1785, dejando en su testamento 2000 pesos para parientes pobres de la parroquia de San Juan de Dorrón (en su natal Pontevedra).